# 吴国光
吴国光（1957年—），男，山东临沂人，政治学家、政论家。

## 生平

### 早年
1957年吴国光出生于山东临沂，1974年高中毕业于临沂朱隆中学（师从后来成为作家的王兆军），此后下乡插队，1977年在山东临沂棉纺织厂做工。

### 北京
1977年底恢复高考时，考入北京大学中文系新闻专业。1982年初北京大学中文系毕业并考入中国社会科学院研究生院新闻系，师从《人民日报》评论部主任（后任《人民日报》副总编辑）范荣康（谌容丈夫），主攻政治评论专业。1984年获硕士学位后，任中国社会科学院院长马洪（当时兼任国务院副秘书长、国务院技术经济研究中心总干事）的秘书，是《2000年的中国》研究项目总报告的主要起草人之一。
1985年夏，吴国光调任《人民日报》评论部编辑、评论员。1986年8月30日，吴国光通过《人民日报》发表评论员文章《政治问题可以讨论》，写道：“一切权力属于人民；人民依照法律规定，通过各种途径和形式管理国家事务；公民有言论、出版的自由等，这些在宪法中都有庄严的规定。对政治问题各抒己见，讨论、争鸣，正是宪法赋予每个公民的神圣不可剥夺的权利。”立即引起了广泛的关注与好评。但是，吴国光后来谈到，“此文发表后，《人民日报》受到高层领导人的批评，已经准备好的其他几篇评论员文章因此没有见报。”
1987年春，吴国光升任《人民日报》评论部主任编辑，写作了大量关于经济改革和政治改革的社论和评论员文章。1986年秋天起，他被借调到中共中央政治体制改革研讨小组（组长赵紫阳）办公室（主任鲍彤）工作，参与中共十三大前后政治改革政策的研究与制定，是中共十三大报告政治改革部分的执笔人之一和中共十二届七中全会原则通过的《政治体制改革总体设想》的主要执笔人之一，并为赵紫阳起草了包括1987年“五一三讲话”在内的多篇重要讲话。

### 赴美
由于赵紫阳的改革遇阻，1989年2月，决定赴美治学，历任哈佛大学尼曼研究员（1989-1990）、哥伦比亚大学东亚研究所鲁斯（Luce）研究员（1990-1991）。1991年入普林斯顿大学政治系攻读博士学位，1993年获得硕士学位，1995年获得博士学位。随后转任哈佛大学费正清东亚研究中心王安博士后研究员。
1996年赴香港任教，为香港中文大学政治与行政学系助理教授，2001年升任副教授。2004年被聘为加拿大维多利亚大学中国研究和亚太关系讲座教授，并任政治系教授、历史系教授。
2022年入职美国斯坦福大学，现任美国斯坦福大学国际研究所（Freeman Spogli Institute for International Studies）中国经济与制度研究中心高级研究员，兼任美国亚洲协会政策研究所（Asia Society Policy Institute）中国分析中心高级研究员。

## 著作
吴国光早期写作包括政论、杂文、当代文学评论、红楼梦研究、西方哲学与马克思主义哲学研究、新闻学研究、新闻通讯、短篇小说、诗歌等。1980年，时为大学三年级学生的吴国光在当时很有影响的刊物《读书》上发表“学术自由自由谈”一文，此文在1989年天安门镇压后被列为“鼓吹资产阶级自由化”的重要文章之一。1988年，吴国光杂文“论‘人咬人’”获全国杂文“鲁迅杯”征文特等奖。1986至1988年间，他还曾分别获《中国青年报》、《经济日报》、上海《解放日报》等颁发的杂文奖。他在中国期间的作品于1988年底和1989年初集为《思想的酸苹果——吴国光自选集》（湖南大学出版社）、《不死鸟：吴国光杂文集》（中国文联出版公司）、《政治的五色灯笼》（政论集，人民日报出版社），但这些作品与吴的专著《论马克思的新闻社思想》（中国新闻出版社）共四本书在1989年夏季全部被查封在出版过程中。
离开中国之后，吴国光继续以中文写作学术文章、政策性文章、时评及杂文，1996年至2004年间在香港《信报》、《明报》、《明报月刊》等先后开设个人时评专栏。1994年，吴国光与郑永年合著《论中央与地方关系》（香港：牛津大学出版社），开辟了对于中国改革年代的中央地方关系的研究，并提出了超越中央集权与地方分权两分法的思路。1997年，吴国光出版《赵紫阳与政治改革》一书，记录了中共十三大前后吴所参与的中国政治体制改革的政策研讨与制定过程，为了解当代中国政治及其变革、特别是了解中共高层决策过程提供了重要的第一手参考。此外，他的中文著作还包括：《自由化、制度化、民主化》（1997）、《新三国演义：中港台政局》（1997）、《逐鹿十五大：中国权力棋局》（1997）、《自由的民族与民族的自由》（2002）、《新红楼梦：中国政局观察》（2003）、《改革的终结与中国的未来》（2009）等。
1993年起吴国光开始以英文持续发表学术论著，早期论文见于《中国季刊》等国际学术期刊，其中关于人民日报社论形成过程的研究论文成为国际学界研究中共政治传播的必读文献之一，他对于中共“文件政治”的研究也在中国政治学界得到同行的高度认可。在中国政治的范围内，他的研究领域宽广，涉及精英政治和高层决策、党国制度变迁、社会不公与社会抗议、政治传播、互联网政治、性别政治、民族主义、中国对外关系等。对于中共全国代表大会制度的研究是其代表作之一（China’s Party Congress: Power, Legitimacy, and Institutional Manipulation, Cambridge University Press, 1995），中文译本为《权力的剧场：中共党代会的制度运作》，香港中文大学出版社，2018；日文译本，中央公论社，2023）。
吴国光的学术论著也延伸到对于全球资本主义的宏观制度研究，包括全球化、经济化国家的兴起、人类安全和全球治理等。他在这方面的代表作是Globalization against Democracy: A Political Economy of Capitalism after its Global Triumph (Cambridge University Press, 2017; 中文译本，《反民主的全球化：资本主义全球胜利后的政治经济学》，牛津大学出版社，2020）。
在学术研究之外，他经常为英文刊物和网站撰写关于中国政局的分析文章，是China Leadership Monitor的经常作者，其在Journal of Democracy的文章入列此刊2022年点击量最高的十篇文章之一。同时，作为美国之音特约评论员，他在美国之音开设“国事光析” （页面存档备份，存于）专栏。
他独著和编著的英文著作有：
- Guoguang Wu, guest editor, “Institutional Transformation of Capitalism in the Age of Globalization （页面存档备份，存于）,” A special issue of the journal of Social Sciences 11, 5 (2022).
- Guoguang Wu, Yuan Feng and Helen Lansdowne eds., Gender Dynamics, Feminist Activism and Social Transition in China, London: Routledge, 2019.
- Guoguang Wu, Globalization against Democracy: A Political Economy of Capitalism after Its Global Triumph, Cambridge: Cambridge University Press, 2017.
- The Chinese edition of Globalization against Democracy （页面存档备份，存于） (translated by Zhao Can), Oxford University Press, 2020.
- Guoguang Wu and Helen Lansdowne eds., China's Transition from Communism—New Perspectives （页面存档备份，存于）, London: Routledge, 2016.
- Guoguang Wu, China's Party Congress: Power, Legitimacy, and Institutional Manipulation, Cambridge: Cambridge University Press, 2015.
- The Chinese edition of China’s Party Congress （页面存档备份，存于） (translated by Zhao Can), Hong Kong: Chinese University Press, 2018.
- The Japanese edition of China’s Party Congress （页面存档备份，存于） (translated by Tomoki Kamo), Tokyo: Chuokoron-Shinsha, 2023.
- Guoguang Wu, Paradoxes of China's Prosperity: Domestic Dilemmas and Global Implications, Singapore: World Scientific, 2015.
- Guoguang Wu ed., China's Challenges to Human Security: Foreign Relations and Global Implications, London: Routledge, 2013.
- Guoguang Wu and Helen Lansdowne eds., Socialist China, Capitalist China: Social Tension and Political Adaptation under Economic Globalization, London: Routledge, 2009.
- Guoguang Wu and Helen Lansdowne eds., Zhao Ziyang and China's Political Future, London: Routledge, 2008.
- Guoguang Wu and Helen Lansdowne eds., China Turns to Multilateralism: Foreign Policy and Regional Security, London: Routledge, 2008.
- Guoguang Wu, The Anatomy of Political Power in China, Singapore: Marshall Cavendish Academic, 2005.